# Назарка (река)
Назарка (тат. Наҗар) — река в Агрызском районе Татарстана, правый приток реки Иж.
Длина реки 9,9 км, площадь водосбора 31,9 км². Берёт начало к юго-западу от посёлка Новоникольский на Можгинской возвышенности. Течёт через посёлок на северо-восток-восток и впадает в Иж в селе Назяр.
Основной приток — Заводской Лог (лев) длиной 4 км.
В низовьях реку пересекает автодорога Агрыз — Крынды — Менделеевск.
В бассейне также расположена деревня Чишма. Численность населения бассейна — около 140 человек (2010 г.).

## Гидрология
Река со смешанным питанием, преимущественно снеговым. Замерзает в середине ноября, половодье в конце марта — начале апреля. Средний расход воды в межень у устья — 0,06 м³/с.
Густота речной сети территории водосбора 0,65 км/км², лесистость 10 %. Годовой сток в бассейне 122 мм, из них ⅔ приходится на весеннее половодье. Общая минерализация от 200 мг/л в половодье до 500 мг/л в межень.